# Quebrada Mampa
Quebrada Mampa är ett vattendrag i Honduras.   Det ligger i departementet Departamento de Copán, i den västra delen av landet, 200 km nordväst om huvudstaden Tegucigalpa.